# Sommer-Paralympics 2004/Leichtathletik/Kugelstoßen
Die Ergebnisliste der Kugelstoß-Wettbewerbe bei den Sommer-Paralympics 2004 in Athen

## Männer

### F11
| Platz | Land | Athlet              |
| ----- | ---- | ------------------- |
| 1     | ESP  | David Casinos       |
| 2     | AUT  | Willibald Monschein |
| 3     | UKR  | Volodymyr Piddubnyy |

### F13
| Platz | Land | Athlet              |
| ----- | ---- | ------------------- |
| 1     | CHN  | Hai Tao Sun         |
| 2     | UKR  | Alexander Jasinowji |
| 3     | AUS  | Russell Short       |

### F32
| Platz | Land | Athlet                |
| ----- | ---- | --------------------- |
| 1     | ALG  | Karim Betina          |
| 2     | UAE  | Mana Abdulla Sulaiman |
| 3     | KUW  | Dhari Almutairi       |

### F33-F34
| Platz | Land | Athlet           |
| ----- | ---- | ---------------- |
| 1     | CZE  | Roman Musil      |
| 2     | AUS  | Hamish MacDonald |
| 3     | IRI  | Mohsen Amoo      |

### F35
| Platz | Land | Athlet         |
| ----- | ---- | -------------- |
| 1     | CHN  | Guo Wei        |
| 2     | LAT  | Edgars Bergs   |
| 3     | FRA  | Thierry Cibone |

### F36
| Platz | Land | Athlet           |
| ----- | ---- | ---------------- |
| 1     | POL  | Pawel Piotrowski |
| 2     | AUT  | Wolfgang Dubin   |
| 3     | NED  | Willem Noorduin  |

### F37
| Platz | Land | Athlet             |
| ----- | ---- | ------------------ |
| 1     | POL  | Tomasz Blatkiewicz |
| 2     | BRN  | Ahmed Meshaima     |
| 3     | POL  | Robert Chyra       |

### F38
| Platz | Land | Athlet               |
| ----- | ---- | -------------------- |
| 1     | UKR  | Oleksandr Doroshenko |
| 2     | GER  | Thomas Loosch        |
| 3     | CZE  | Dusan Grezl          |

### F40
| Platz | Land | Athlet             |
| ----- | ---- | ------------------ |
| 1     | SVK  | Marek Margoc       |
| 2     | GER  | Lutz Langer        |
| 3     | IRI  | Asghar Zarei Nejad |

### F42
| Platz | Land | Athlet             |
| ----- | ---- | ------------------ |
| 1     | RSA  | Fanie Lombaard     |
| 2     | BLR  | Viktar Khilmonchyk |
| 3     | IRI  | Mehrdad Karam      |

### F44-F46
| Platz | Land | Athlet              |
| ----- | ---- | ------------------- |
| 1     | DEN  | Jackie Christiansen |
| 2     | USA  | Edwin Cockrell      |
| 3     | CUB  | Gerdan Fonseca      |

### F52
| Platz | Land | Athlet             |
| ----- | ---- | ------------------ |
| 1     | NZL  | Peter Martin       |
| 2     | GRE  | Georgios Karaminas |
| 3     | GER  | Rico Glagla        |

### F53
| Platz | Land | Athlet                |
| ----- | ---- | --------------------- |
| 1     | MEX  | Mauro Maximo de Jesus |
| 2     | PLE  | Husam Azzam           |
| 3     | GRE  | Christos Angourakis   |

### F54
| Platz | Land | Athlet           |
| ----- | ---- | ---------------- |
| 1     | AUT  | Georg Tischler   |
| 2     | AUT  | Rene Schwarz     |
| 3     | FIN  | Markku Niinimaki |

### F56
| Platz | Land | Athlet                  |
| ----- | ---- | ----------------------- |
| 1     | POL  | Krzysztof Smorszczewski |
| 2     | GER  | Gerhard Wies            |
| 3     | DEN  | Rene Nielsen            |

### F57
| Platz | Land | Athlet             |
| ----- | ---- | ------------------ |
| 1     | RSA  | Michael Louwrens?? |
| 2     | JOR  | Michael Louwrens?? |
| 3     | SWK  | Julius Hutka       |

### F58
| Platz | Land | Athlet         |
| ----- | ---- | -------------- |
| 1     | EGY  | Ibrahim Allam  |
| 2     | POL  | Janusz Rokicki |
| 3     | EGY  | Hany Elbehiry  |

## Frauen

### F12
| Platz | Land | Athlet              |
| ----- | ---- | ------------------- |
| 1     | BLR  | Tamara Sivakova     |
| 2     | CHN  | Hong Yan Xu         |
| 3     | AUS  | Jodi Willis-Roberts |

### F32-F34-F52-F53
| Platz | Land | Athlet            |
| ----- | ---- | ----------------- |
| 1     | MEX  | Maria E. Salas    |
| 2     | UKR  | Tetyana Yakybchuk |
| 3     | KUW  | Maha Alsheraian   |

### F35-F36
| Platz | Land | Athlet           |
| ----- | ---- | ---------------- |
| 1     | CZE  | Veronika Foltova |
| 2     | POL  | Renata Chilewska |
| 3     | UKR  | Alla Malchyk     |

### F37-F38
| Platz | Land | Athlet               |
| ----- | ---- | -------------------- |
| 1     | LTU  | Aldona Grigaliuniene |
| 2     | CZE  | Vladimira Bujarkova  |
| 3     | CZE  | Eva Berna            |

### F40
| Platz | Land | Athlet         |
| ----- | ---- | -------------- |
| 1     | TUN  | Afrah Gombi    |
| 2     | MAR  | Laila El Garaa |
| 3     | TUN  | Enna Ben Abidi |

### F42-F46
| Platz | Land | Athlet                |
| ----- | ---- | --------------------- |
| 1     | CHN  | Bao Zhu Zheng         |
| 2     | MEX  | Perla Bustamante      |
| 3     | CUB  | Noralvis de las Heras |

### F54-F55
| Platz | Land | Athlet               |
| ----- | ---- | -------------------- |
| 1     | GER  | Marianne Buggenhagen |
| 2     | CZE  | Eva Kacanu           |
| 3     | SVK  | Tatjana Majcen       |

### F56-F58
| Platz | Land | Athlet             |
| ----- | ---- | ------------------ |
| 1     | ALG  | Nadia Medjmedj     |
| 2     | CHN  | Ling Li            |
| 3     | GER  | Martina M. Willing |